# France 2
France 2 ist heute der größte öffentlich-rechtliche Fernsehsender Frankreichs. Er gehört wie die anderen öffentlich-rechtlichen Sender dem Service public  France Télévisions.

## Geschichte
Sendestart war am 18. April 1964, damals wurde noch in Schwarz-Weiß gesendet. Der Sender gehörte zur damaligen öffentlich-rechtlichen Rundfunkgesellschaft Office de Radiodiffusion Télévision Française und hieß La Deuxième Chaîne (Das zweite Programm). Am 1. Oktober 1967 erfolgte um 14:15 Uhr die Umstellung auf das Farbfernsehen. La Deuxième Chaîne war der erste und einige Jahre der einzige französische Fernsehsender, der in Farbe sendete.
Mit der Aufgliederung der ORTF in sieben Nachfolgegesellschaften am 8. Juli 1974 wurde der Sender unter dem neuen Namen Antenne 2 ein eigenständiges Unternehmen.
Am 7. September 1992 wurde aus den beiden Sendern Antenne 2 und FR3 die heutige Rundfunkgesellschaft France Télévisions gegründet. Seitdem ist der Sender unter seinem aktuellen Namen France 2 bekannt.
Seit 2015 ist France 2 für die französische Teilnahme beim Eurovision Song Contest verantwortlich.

## France 2 in Deutschland
France 2 ist in Grenzgebieten über Antenne zu empfangen sowie bundesweit oftmals im digitalen Kabel empfangbar. Seit 12. Juli 2023 ist France 2 über MagentaTV der Telekom zu sehen.

## Nachrichten
Als eines der beiden französischen Hauptprogramme produziert France 2 allabendlich um 20 Uhr eine 40 Minuten lange Nachrichtensendung in direkter Konkurrenz mit den ebenfalls um 20 Uhr beginnenden Nachrichten von TF1, dem größten französischen Fernsehsender.
Noch mehr als die deutsche Tagesschau sind die französischen Hauptnachrichten von Bedeutung, indem sie den gesellschaftlichen Diskurs mitprägen. Neben Meldungen und Reportagen beinhalten die Sendungen regelmäßig Interviews mit Studiogästen.
Der französische Staatspräsident ist berechtigt, die Nachrichtensendungen von France 2 und TF1 zugleich unterbrechen zu lassen, um zum französischen Volk zu sprechen, wovon die Präsidenten Frankreichs regelmäßig Gebrauch machten resp. machen.
In einer Aufmachung, wie sie den deutschen Fernsehzuschauern von der Weihnachtsansprache des Bundespräsidenten und der Neujahrsansprache des Bundeskanzlers bekannt ist, verkündet der Präsident nach der Einspielung einer Fanfare live von seinem Amtssitz aus mit einer Tricolore im Hintergrund wichtige Entscheidungen und Bekanntmachungen in einer Fernsehansprache, die stets mit « Mes chers compatriotes! » („Meine lieben Landsleute!“) beginnt.
Nachrichten aus dem Ausland, die die EU oder andere Nachbarländer betreffen, haben nur einen geringen Stellenwert und gelten als unwichtige Themen, u. a. da Zuschauer mit Desinteresse reagieren.

## Sendungen (Auswahl)
- On n’est pas couché
- Cold Case – Kein Opfer ist je vergessen
- Call My Agent!
- La Crim’ (französische Krimiserie, seit 1999)
- P.J. (französische Krimiserie, seit 1997)
- Without a Trace – Spurlos verschwunden
- Central Nuit
- Taratata
- Tout le monde veut prendre sa place
- Fort Boyard
- N’oubliez pas les paroles!

## Senderlogos

Logo von 1992 bis 2002
Logo von 2002 bis 2008
Logo von 2008 bis 2018
Logo seit 2018